# M113
M113 je američki oklopni transporter koji se još i danas zadržao u uporabi u oružanim snagama država diljem svijeta. Razvoj M113 transportera počeo je 1956. godine. Prvi serijski M113 napravljen je 1960. godine u tvrtki FMC San Jose. Zbog svoje niske nabavne cijene i cijene održavanja postao je dio kopnenih snaga u više od 50 država svijeta. Do sada je napravljeno ukupno oko 80,000 ovih transportera u različitim inačicama.

## Razvoj

### Podrijetlo
M113 je razvila Food Machinery Corp. (FMC), koja je prije proizvodila M59 i M75 oklopne transportere. M113 je veoma sličan tim transporterima. M75 je bio previše težak i skup kako bi bio koristan; zbog svoje težine nije imao amfibijska svojstva, a transport je bio težak čak i s najmodernijim transportnim avionima. Mnogo lakši M59 nije imao tih problema, ali je mu je oklopna zaštita bila loša, i bio je tehnički nepouzdan zbog loše kvalitetet izrade s kojom se smanjila njegova proizvodna i nabavna cijena. 
Američka vojska je tražila vozilo koje bi koristilo najbolja svojstva tih dvaju vozila, takozvano AAM-PVF vozilo (Airborne Armored Multi-Purpose Vehicle Family) FMC je radio zajedno s Kaiser Aluminium and Chemical Co. kasnih 1950-ih na razvoju novog aluminijskog oklopa. Ovaj oklop je omogućio proizvodnju vozila koje bi imalo oklopnu zaštitu približno jednaku M75 transporteru i malu masu i pokretljivost po uzoru na M59.
FMC je napravio dva prijedloga; jednu s aluminijskim oklopom T113 (tanji oklop) i drugu T117 s čeličnim oklopom samo veće debljine. Odabran je T113, kasnije nazvan M113, zbog manje težine od njegovog čeličnog blizance, a oklopna zaštita je bila gotovo jednaka. Poboljšani T113, nazvan T113E1, je prihvaćen 1960. od strane američke vojske kao M113. Prototip s Dieselovim motorom (T113E2) je ušao u serijsku proizvodnju 1964. kao M113A1, i brzo je zamijenio ranije benzinske inačice.

### M113
M113 je razvijen kao laki transporter koji bi se mogao lako transportirati zrakom i ispustiti padobranom u C-130 i C-141 transportnim avionima. Originalno je osmišljen kao vozilo koje bi sigurno dovelo vojnike na prvu crtu bojišta, bez ljudskih gubitaka. Isto tako bi moglo osigurati sigurnije povlačenje. M113 je ušao u službi 1960. godine. Zahtijevao je samo dva člana posade, vozača i zapovjednika, a bio je naoružan sa samo jednom 12,7 mm M2 Browning strojnicom koja je bila namijenjena zapovjedniku. 
30. ožujka 1962., prva pošiljka od 32 M113 transportera stigla je u Vijetnam, i tamo su dodijeljeni oklopnim divizijama, svaka je dobila po 15 vozila. 11. lipnja 1962. godine dvije oklopne divizije bile su po prvi puta na bojištu. Tijekom bitke za Ap Bac u siječnju 1963., najmanje 14 vojnika koji su upravljala 12,7 mm strojnicom su poginula i pokazalo se da M113 treba bolje rješenje za strojnicu i zaštitu vojnika koji njome upravlja. Uskoro su metalne ploče postavljene na prednji dio M113, što je povećalo zaštitu. No, shvaćajući da se taj oklop može probiti s lakim pješačkim oružjem, on je zamijenjen s čeličnim pločama koje su uzete s vozila koja su bila za otpad. Kasnije se pokazao kao pouzdanije i učikovitije vozilo od M114 oklopnog transportera koji je zabilježio velike gubitke u Vijetnamskom ratu.